# مگس‌گیر ملانزی
مگس‌گیر ملانزی (نام علمی: Myiagra caledonica) نام یک گونه از سرده مگس‌گیرهای نوک‌پهن است.